# 臨昌君
臨昌君（韓語：임창군，1663年—1724年2月28日（二月初五）），諱李焜（韓語：이혼），是朝鮮王朝時代的王族成員。

## 生平
李焜是慶安君李檜與盆城郡夫人許氏的長子、昭顯世子李𣳫的嫡孫、仁祖李倧的嫡曾孫，字輝卿（韓語：휘경），有同一同母弟臨城君李熀（韓語：임성군 이엽）。
肅宗二年（1676年）李焜以世子嫡孫受封為從一品爵臨昌君，四年後（1680年）臨昌君受三福之變牽連被捕，流放濟州，事後肅宗發現他們與此事無關，就釋放他們，恢復爵位。
後來臨昌君在肅宗二十三年（1697年）被任命為謝恩使（韓語：사은사）出使清朝及在肅宗三十年（1704年）主持延礽君李昑與夫人徐氏的婚事。
臨昌君的聲望在肅宗時期十分高，在景宗四年（1724年）臨昌君去世，生前最高品秩為正一品顯祿大夫（韓語：현록대부）。

## 家族關係
- 曾祖父：朝鮮仁祖李倧
- 曾祖母：仁烈王后韓氏
- 祖父：昭顯世子李𣳫
- 祖母：愍懷嬪姜氏
- 父親：慶安君李檜
- 母親：盆城郡夫人許氏
- 正室：凝川郡夫人朴氏[1]
  - 長子：密豐君李坦（韓語：밀풍군 이탄，1688－1729）[8]
  - 次子：密南君李堪（韓語：밀남군 이감，1689－1750）[8]，出繼弟弟臨城君後
  - 三子：密原正李墉（韓語：밀원정 이용，1694－1708）[8]，早夭
  - 四子：密川君李墰（韓語：밀천군 이담，1696－1753）[8]
  - 五子：密平君李㙫（韓語：밀평군 이집，1699－1778）[8]
  - 六子：密雲君李壎（韓語：밀운군 이훈，1704－1762）[8]

## 附註
1. 1 2 3 4 5  《臨昌君墓志》
2. 1 2  《景宗實錄》14卷·四年二月初五條
3. ↑  《璿源系譜紀略》14卷·仁祖大王
4. ↑  《肅宗實錄》11卷·七年四月十一條
5. ↑  《肅宗實錄》31卷·二十三年二月初一條
6. ↑  《肅宗實錄》39卷·三十年二月二十一條
7. ↑  《臨昌君神道碑銘》
8. 1 2 3 4 5 6  .   [2018-10-31]. （原始内容存档于2020-04-18）.